# Encyclia hermentiana
Encyclia hermentiana är en orkidéart som beskrevs av Adolphe-Théodore Brongniart och Joseph Henri François Neumann. Encyclia hermentiana ingår i släktet Encyclia och familjen orkidéer. Inga underarter finns listade i Catalogue of Life.